# أدب بيزنطي

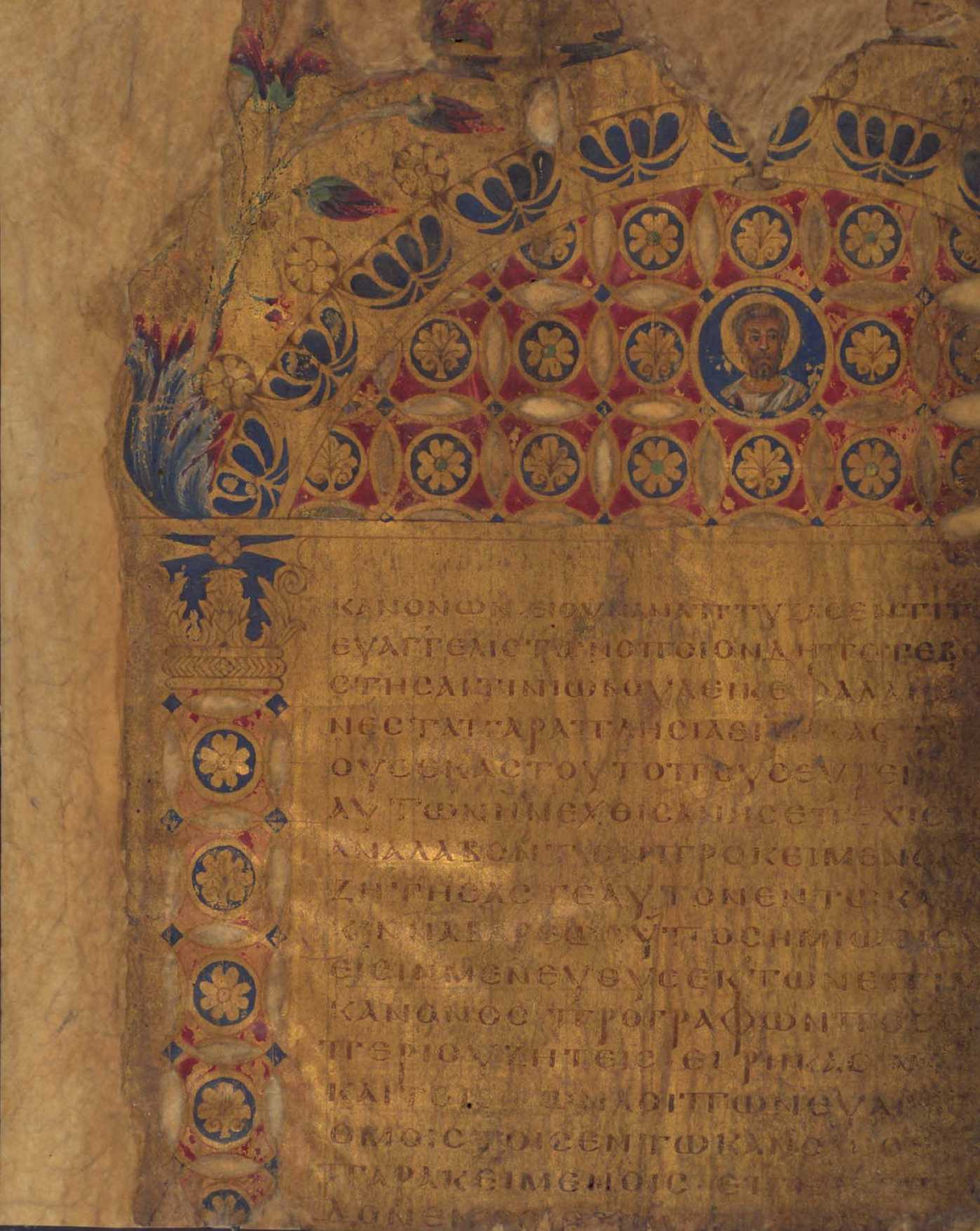
إنجيل من القرن الحادي عشر.

الأدب البيزنطي يمكن تعريفه بأنه الأدب اليوناني في العصور الوسطى، سواء كُتب في أراضي الامبراطورية البيزنطية أو خارجها. ويشكل الفترة الثانية في تاريخ الأدب اليوناني. بالرغم من أن الأدب البيزنطي الشعبي والأدب اليوناني المعاصر المبكر، الذي بدأ في القرن 11، لا يمكن التفريق بينهما.
أعاد ثيودوسيوس الثاني، والنائبون عنه في عام 425 تنظيم التعليم العالي في القسطنطينية وقرروا رسمياً إنشاء جامعة مؤلفة من واحد وثلاثين مدرساً، منهم واحد للفلسفة، واثنان للقانون، وثمانية وعشرون «لنحو» اللغة اليونانية واللغة اللاتينية وبلاغتها. وكان العلماء الأخيران يشملان دراسة آداب اللغتين، وتوحي كثرة عدد المدرسين المخصصين لهذه الآداب بما كان يوجه إلى الآداب من عناية كبيرة. وقد وضع أحد أولئك الأساتذة واسمه برسكيان Priscian حوالي عام 526 كتاباً ضخماً في نحو اللغتين اللاتينية واليونانية أصبح من أهم الكتب الدراسية في العصور الوسطى. ويبدو أن الكنيسة الشرقية لم تكن تعترض وقتئذ على نسخ الآداب الوثنية (29). وقد ظلت مدرسة القسطنطينية، حتى آخر عهد الإمبراطورية البيزنطية، تنقل بأمانة روائع الأدب القديم رغم احتجاج عدد قليل من القديسين. وحوالي عام 450 أنشأ موسايوس Musaeus ، وهو رجل لا يُعرَف موطنه الأصلي، قصيدته الذائعة الصيت، هيرو وليندر Hero & Leander ، ذكر فيها كيف حاول ليندر كما حاول بيرن Byron، من بعده أن، يعبر مضيق هلسبنت سباحة لكي يصل إلى حبيبته هيرو، وكيف غرق أثناء هذه المحاولة، وكيف أبصرته هيرو يقذف به الموج ميتاً أسفل برجها «فألقت بنفسها من فوق الصخرة الوعرة الشامخة تطلب لنفسها مع حبيبها الميت جدثاً لها بين الأمواج»(30).
وكان المسيحيون المهذبون من رجال الحاشية البيزنطية هم الذين وضعوا آخر ما تحتويه السجلات اليونانية القديمة من قصائد غزلية جميلة، كتبت بالأوزان والروح القديمة وبعبارات تشير إلى الآلهة الوثنية. وها هي ذي أغنية منقولة عن أجاثياس Agasthias (حوالي 550) لعلها قد أعانت بن جنسن Ben Jonson على كتابة إحدى روائع مسرحياته:
«لا أحب الخمر، ولكن إن شئت أن تبلى بالفرح أحزان رجل حزين فارتشفي منها الرشفة الأولى، ثم قدمي لي الكأس أتناولها من يدك. فإذا مستها شفتاك فلن أبقى بعدئذ صابراً جاسياً أتجنب الكأس الحلوة، لأنها تحمل إلى قبلتك وتحدثني عما نالته من الابتهاج بك».
وأهم ما كتب من أدب ذلك العصر هو ما كتبه المؤرخون. فقد كتب اونابيوس من سرديس Eunapius of Sardis تاريخاً عاما لذلك العصر من عام 270 إلى 400 جعل بطله جستنيان، وترجم لثلاث وعشرين من السوفسطائيين ورجال الأفلاطونية الحديثة ترجمة لا تخرج عما كان يدور على الألسنة من سيرهم. وقد ضاع هذا الكتاب ولم يبق له أثر. وكتب سقراط، وهو مسيحي من أهل القسطنطينية ومن أتباع الدين الرسمي فيها، تاريخ الكنيسة من عام 309 إلى 439 وهو كتاب دقيق نزره إلى حد كبير منا يدلنا على ذلك ما كتبه عن هيباشيا. ولكن المؤلف يحشو قصته بالخرافات والأقاصيص والمعجزات ويتحدث كثيراً عن نفسه كأنه يصعب عليه أن يفرق بين نفسه وبين العالم الذي يكتب عنه. ويختم كتابه بحجة طريفة يدعو بها إلى قيام السلام بين الشيع المختلفة، فيقول إنه إذا ساد السلام فلم يجد المؤرخون حسب ظنه شيئاً يكتبون عنه، فتنقرض لهذا السنن تلك الطائفة من الآسي (32). ومن الكتب الأخرى التي ألفت في ذلك العصر كتاب التاريخ الكنسي Ecclesiastical History لسوزمن Sozemen ومعظمه منقول من سقراط. وكان سوزمن هذا رجلا فلسطينياً اعتنق الدين المسيحي، وكان كمن نقل عنه محامياً في العاصمة. ويبدو أن دراسة القانون لم تحل بينه وبين الإيمان بالخرافات. وألف سوزموس Sozimus القسطنطيني حوالي عام 475 كتاباً في تاريخ الإمبراطورية البيزنطية. وكان سوزموس هذا رجلاً وثنياً، ولكنه لم يخضع لما خضع له منافسوه المسيحيون من الأوهام والسخافات. وأشار ديونيسيوس إجزجيوس Dionysis Exiguus -أودِنس القصير -حوالي عام 525 بإتباع طريقة جديدة في تأريخ الحوادث تبدأ من السنة التي قيل إن المسيح ولد فيها. غير أن الكنيسة اللاتينية لم تقبل هذه الطريقة إلا في القرن العاشر، وظل البيزنطيون إلى آخر أيام دولتهم يؤرخون سنيهم من بدء خلق الدنيا. ألا ما أكثر الأشياء التي كانت معروفة في بواكير حضارتنا والتي خفيت عنا نحن في هذه الأيام!
وكان بروكبيوس هو المؤرخ العظيم الوحيد في هذا العهد. وقد ولد هذا الكاتب في قيسارية من أعمال فلسطين (490)، ودرس القانون، ثم انتقل إلى القسطنطينية وعين أميناً ومستشاراً لبليساريوس. وصحب ذلك القائد في حروبه في سوريا، وأفريقية، وإيطاليا، ثم عاد معه إلى العاصمة. ونشر في عام 550 كتب الحروب. وإذا كان قد عرف من صلته بالقائد والإمبراطور عظمة أول الرجلين، وبخل ثانيهما، فقد خلع عن بليساريوس ثوب البطولة البرّاق وترك جستنيان منزوياً في الظلام. وقابل الجمهور كتابه أحسن قبول، وسكت عنه الإمبراطور. وكتب بروكبيوس بعدئذ كتابه المعروف باسم الأنكدونا أو التاريخ السري، ولكنه أفلح في أن يبقيه دون أن ينشره أو يذيع ما فيه حتى طلب إليه جستنيان في عام 455 أن يكتب شيئاً عن الأبنية التي أنشئت أثناء حكمه. فأصدر بروكبيوس في عام 560 كتابه المسمى «الصروح De Aedfiicirs». وأسرف فيه في الثناء على الإمبراطور إسرافاً يحملنا على الضن بأن الإمبراطور قد شك في إخلاصه أو حسبه يسخر منه، ولم ينشر التاريخ السري إلا بعد وفاة جستنيان- وربما بعد وفاة بروكبيوس نفسه أيضاً. وهو كتاب شيق ممتع يحتوي على فضائح شبيهة بما تكتب عن جيراننا، وإن كان التشنيع الأدبي على من لا يستطيعون الدفاع عن أنفسهم أمراً غير مستحب، وإن كان كل مؤرخ يجهد نفسه في إثبات بحث من البحوث لا يسعه إلا أن يمسخ الحقائق.
ولا تخلو كتب بروكبيوس من أخطاء في الأمور البعيدة عن تجاربه. فقد كان في الأحيان ينقل ما كتبه هيرودوت عن أخلاق معاصريه وفلسفتهم، وفي البعض الآخر ينقل خطب توكيديدز وحصار المدن في أيامه، وكان يشارك أبناء عصره في خرافاتهم، وسود صحف كتبه بأخبار النذر، والتنبؤات، والمعجزات، والأحلام. أما حين يكتب عما يشاهده فقد أثبتت الأيام صدقه. وكان شجاعاً فيما أقدم عليه من عمل عظيم، منطقياً في ترتيب مادته، يستحوذ على لب القارئ وانتباهه في قصصه، ولغته اليونانية واضحة خالية من الالتواء والتعقيد، وهي فصيحة لا تكاد في فصاحتها عن لغة اليونان الأقدمين.
وبعد فهل كان بوكبيوس مسيحياً؟ فأما في الظاهر فنعَم، غير أننا نراه يردد أداء من ينسج منوالهم، كما نتبين في كتاباته جبرية الرواقية، وتشكك الأكاديمية. وهو يتحدث عن «طبيعة الحظ المعوجة المتمردة وإرادته التي لا ضابط لها. واعتقادي أن هذه أشياء لم يدركها عقل الإنسان في الماضي ولن يدركها قط في المستقبل. ومع هذا فالناس لا ينفكون يتحدثون كثيراً عن هذه الموضوعات ولا ينقطعون عن تبادل الآراء فيها...لأن كل واحد منها يبحث عما يدارى به جهله...ولهذا سأكون حصيف الرأي فألزم الصمت في مثل هذه الموضوعات، وكل ما أبغيه من هذا ألا أزعزع إيمان الناس بما يجلونه من العقائد القديمة»(33).